# Ааре, Тыну
Тыну Ааре (эст. Tõnu Aare; 25 июля 1953 — 21 июля 2021) — советский и эстонский музыкант, композитор и автор песен, основатель ансамбля «Апельсин».

## Биография
В детстве Тыну мечтал о гитаре, однако родители приобрели ему небольшой аккордеон. Заветный инструмент Fender купил юноше его друг из Швеции. Ааре стал одним из первых обладателей фирменной гитары в Эстонии.
В 1974 году Тыну Ааре стал одним из основателей группы «Апельсин». После первого же выступления Ааре призвали в армию. Он служил в Сибири, но и там не расставался с гитарой и играл в музыкальной группе. После возвращения из армии продолжил выступления в «Апельсине», играл на гитаре, губной гармошке, мандолине, а также выступал в качестве солиста. Первый альбом «Апельсина» вышел на фабрике «Мелодия» в 1976 году. Группа существовала несколько десятков лет, регулярно выступая на центральном телевидении вплоть до распада СССР. Музыка «Апельсина» звучала в советских мультфильмах «Нехочуха», «Замок лгунов», «Кот, который умел петь», «Великолепный Гоша» и других.
Тыну Ааре умер 21 июля 2021 года. Причина смерти не называлась.

## Семья
В 1981 году Тыну Ааре женился на финке. Супруга долгое время была концертным менеджером музыканта.
Старший брат Тыну Ааре — журналист и политик Юхан Ааре (1948—2021).